# Scopula gazella
Scopula gazella là một loài bướm đêm trong họ Geometridae.